# 彼岸花 (森昌子の曲)
『彼岸花』（ひがんばな）は、1978年9月5日に発売された森昌子の27枚目のシングル。

## 解説
- 作詞は森のデビュー曲『せんせい』等を製作した阿久悠、作曲は夫婦デュオ・ヒデとロザンナの「ヒデ」こと出門英が担当。

- オリコンチャート上では最高53位、2.9万枚のセールスを記録した[1]。

- 当曲で森は、1978年末の『第29回NHK紅白歌合戦』へ通算6回目の出場を果たした。

## 収録曲
- 両楽曲共に、作詞：阿久悠

1. 彼岸花 (4分7秒)
作曲：出門英／編曲：小六禮次郎
2. 拝啓 婿どの (3分34秒)
作曲：小林亜星／編曲：いしだかつのり